# Vacuna de Moderna contra la COVID-19
La vacuna de Moderna contra la COVID-19, cuyo nombre comercial es Spikevax, (DCI: Elasomerán, nombre en clave mRNA-1273) es una vacuna contra la COVID-19 desarrollada por el Instituto Nacional de Alergias y Enfermedades Infecciosas, la Autoridad de Investigación y Desarrollo Biomédico Avanzado (BARDA), ambas instituciones de los Estados Unidos, y la empresa Moderna. Es administrada por inyección intramuscular. Esta vacuna recibió una autorización de uso de emergencia por parte de la Administración de Medicamentos y Alimentos estadounidense el 18 de diciembre de 2020. Se autorizó su uso en Canadá el 23 de diciembre de 2020 y en la Unión Europea el 6 de enero de 2021.
La vacuna de Moderna fue un gran éxito comercial, que ingresó 34.529 millones de euros entre 2021 y 2022; solo superada en ventas por la vacuna de Pfizer-BioNTech.

## Diseño
En enero de 2020, Moderna anunció el desarrollo de una vacuna de ARN, llamada mRNA-1273, para desarrollar inmunidad al virus SARS-CoV-2. La tecnología de Moderna se basa en un compuesto de ARN mensajero modificado con nucleósidos (modARN) denominado ARNm-1273, que produce inmunidad al codificar una proteína estabilizada por prefusión presente de forma natural en la superficie de las partículas del SARS-CoV-2. Desde el anuncio, las acciones de Moderna subieron drásticamente y el director ejecutivo y otros ejecutivos corporativos comenzaron a realizar grandes ventas de sus acciones.
El sistema de administración de fármacos del ARNm-1273 utiliza un sistema con nanopartículas lipídicas pegiladas (LNP). Cuenta entre sus excipientes con el lípido SM-102, colesterol, 1,2-diestearoil-sn-glicero-3-fosfocolina (DSPC), polietilenglicol, trometamol, clorhidrato de trometamol, ácido acético, acetato de sodio trihidrato y sacarosa.

## Eficacia
La evidencia médica afirma que la eficacia de la vacuna comienza dos semanas tras la primera dosis. Se consigue una mayor eficacia a través de la inmunización completa, dos semanas tras la segunda dosis, y según los datos publicados, esta es del 94,1 %. En el estudio por el cual se le otorgó su uso de emergencia en EE. UU., se dieron once casos de COVID-19 en el grupo vacunado (de un total de 15 181 sujetos); mientras que en el grupo placebo se infectaron 185 personas. Además, no se produjo ningún caso de COVID-19 grave en el grupo vacunado, al contrario que en el grupo placebo, en el que hubo once casos. La eficacia es similar a la de la vacuna de Pfizer-BioNTech.
La eficacia demostró ser similar sin distinción de grupo de edad, género y grupo racial o étnico; así como los participantes con comorbilidades asociadas a un mayor riesgo de desarrollar COVID-19 grave. Los estudios solo incluyeron a sujetos de 18 o más años de edad, aunque existen otros en curso para evaluar la eficacia y seguridad en sujetos de 0–11 (KidCOVE) y 12–17 (TeenCOVE) años.
Otro estudio llevado a cabo por la agencia estadounidense Centros para el Control y Prevención de Enfermedades entre diciembre de 2020 y marzo de 2021 que empleó a profesionales sanitarios y otros trabajadores esenciales como sujetos concluyó que, en condiciones reales, las vacunas de ARNm en pauta completa (14 días o más tras la segunda dosis) son eficaces en un 90 % ante la infección, mientras que una pauta parcial (14 días o más tras la primera dosis pero antes de la segunda) es eficaz en un 80 %.
La duración de la protección proporcionada por la vacuna aún es desconocida a abril de 2021, aunque existe un estudio en curso que tiene como objetivo evaluarla a lo largo de un período de dos años.

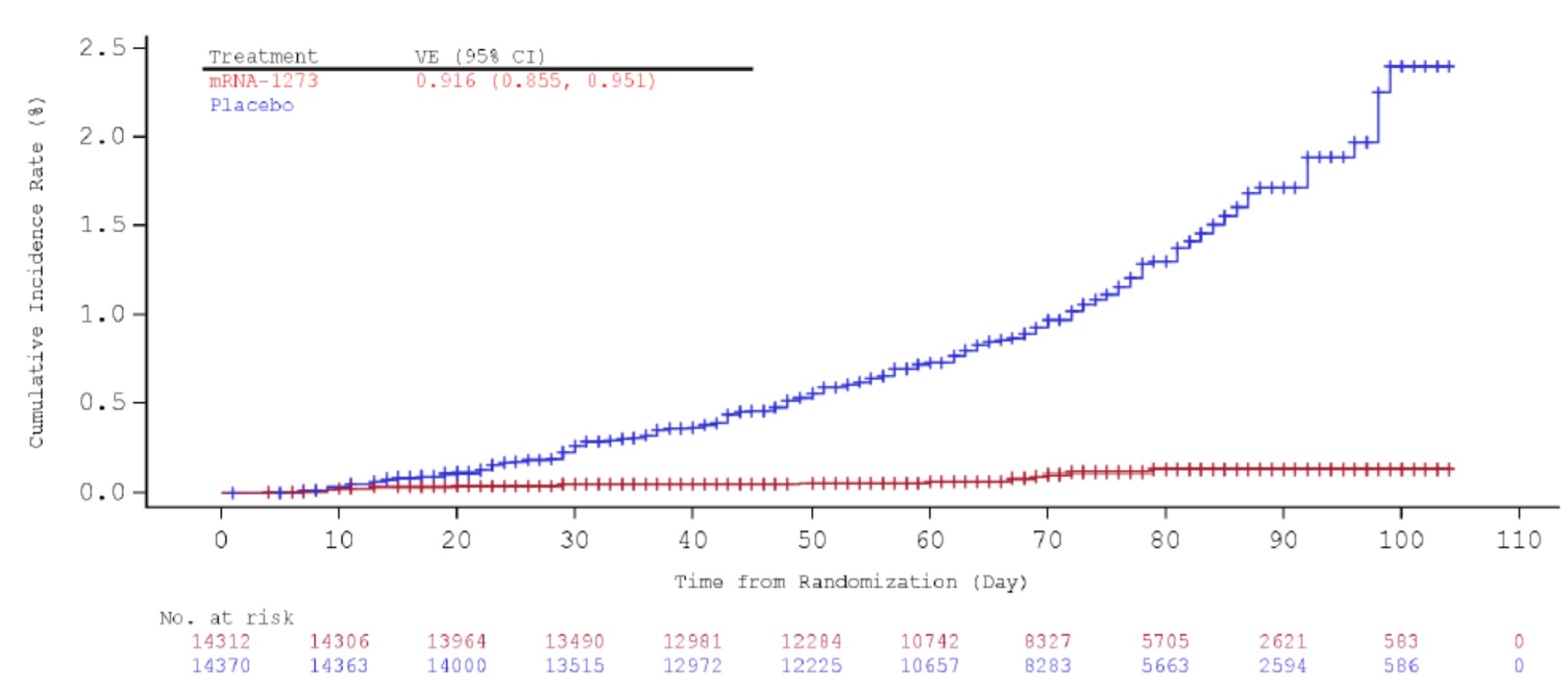
Curva de incidencia acumulada para la primera infección de COVID-19 en sujetos vacunados (rojo) y no vacunados (azul) con la vacuna de Moderna (mRNA-1273)

El análisis de eficacia se basó en ensayos clínicos doble ciego. Todos los participantes (28 000) partían con un estado inicial negativo de SARS-CoV-2. Recibieron 2 dosis del producto en investigación por programa sin desviaciones importantes del protocolo. El criterio de valoración principal fue la eficacia de la vacuna (EV) para prevenir que el COVID-19 definido por el protocolo se produzca al menos 14 días después de la segunda dosis. Los casos fueron adjudicados por un comité ciego. El criterio de eficacia principal de éxito se cumpliría si la hipótesis nula de VE ≤ 30 % fuera rechazada en el análisis intermedio o primario. El análisis de eficacia presentado se basa en los datos del primer momento del análisis intermedio preespecificado que consta de 95 casos adjudicados. Los datos se presentan a continuación:
| Criterio de valoración principal: COVID-19 | Grupo de vacuna (N=13,934) Casos n (%) Incidencia por 1000 personas-año | Grupo placebo (N=13,883) Casos n (%) Incidencia por 1000 personas-año | % eficacia calculada de la vacuna (Intervalo de confianza del 95%) |
| ------------------------------------------ | ----------------------------------------------------------------------- | --------------------------------------------------------------------- | ------------------------------------------------------------------ |
| Todos los participantes                    | 5 casos en 13,934 (<0.1%) 1.840                                         | 90 casos (0.6%) 33.365                                                | 94.5% (86.5-97.8%)                                                 |
| Participantes de 18 a 64 años              | 5 casos en 10,407 (<0.1%) 2.504                                         | 75 casos en 10,384 (0.7%) 37.788                                      | 93.4% (83.7-97.3%)                                                 |
| 65 años o más                              | 0 casos en 3,527                                                        | 15 casos en 3,499 (0.4%)                                              | 100%                                                               |
| Enfermedad pulmonar crónica                | 0/661                                                                   | 6/673                                                                 | 100%                                                               |
| Enfermedad cardíaca significativa          | 0/686                                                                   | 3/678                                                                 | 100%                                                               |
| Obesidad severa (IMC> 40)                  | 1/901                                                                   | 11/884                                                                | 91.2% (32-98.9%)                                                   |
| Diabetes                                   | 0/1338                                                                  | 7/1309                                                                | 100%                                                               |
| Enfermedad del hígado                      | 0/93                                                                    | 0/90                                                                  |                                                                    |
| Obesidad (IMC> 30)                         | 2/5269                                                                  | 46/5207                                                               | 95.8% (82.6-99%)                                                   |

En el análisis de subgrupos por raza y etnia, la eficacia de la vacuna fue del 100 % en indios americanos, asiáticos, afroamericanos y hawaianos nativos.

### Eficacia en menores de edad
El 25 de mayo de 2021, un estudio de la eficacia de la vacuna en niños de 12 a 18 años elaborado por Moderna, con un tamaño de la muestra de 3700 sujetos, concluyó que esta es 100% eficaz a la hora de prevenir los síntomas de COVID-19. El estudio no encontró efectos secundarios severos, dándose solo casos de síntomas leves similares a los ocurridos en adultos como fatiga, dolor de cabeza, dolor muscular y escalofríos.

## Fabricación

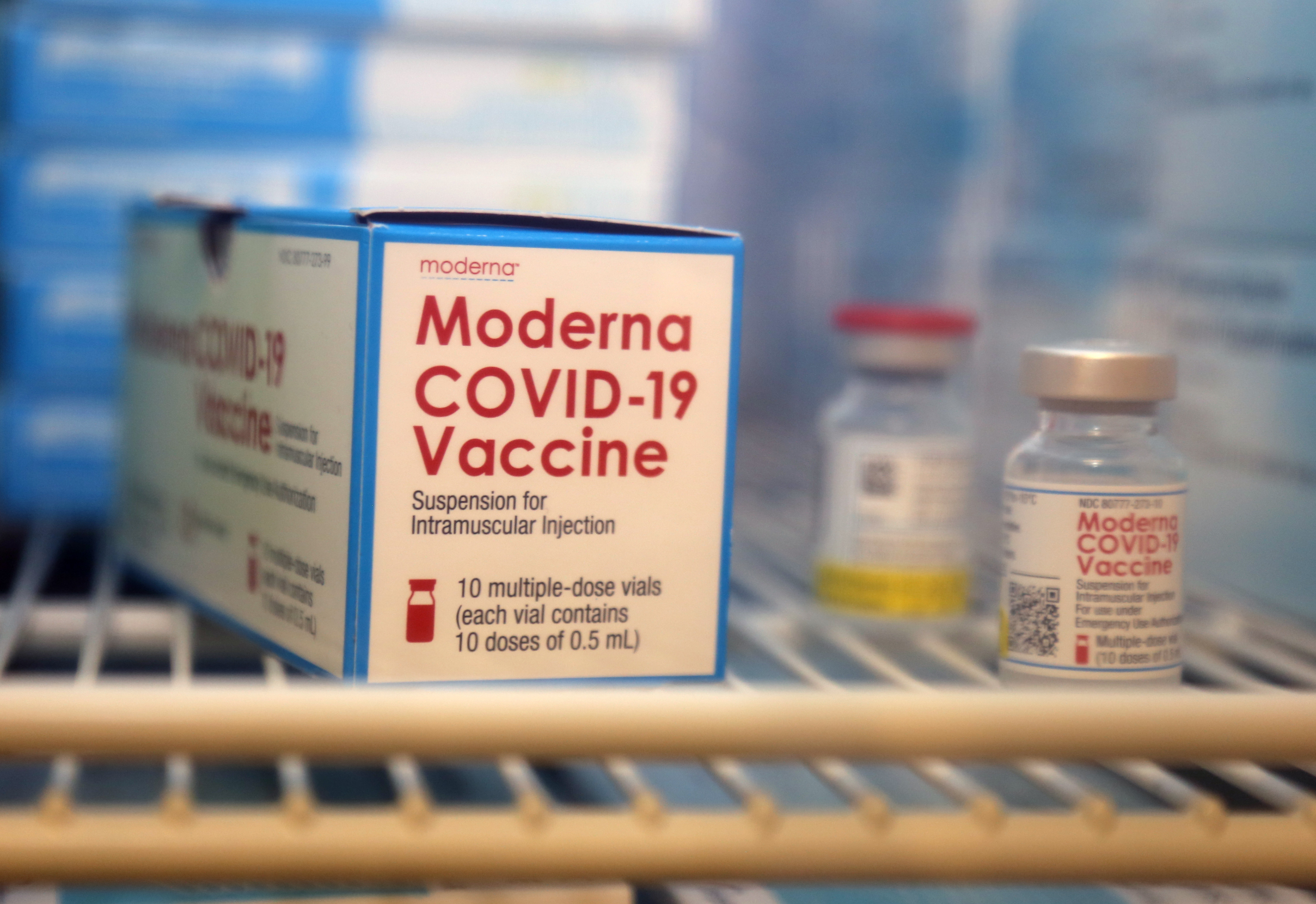
La vacuna de Moderna COVID-19 almacenada en un refrigerador.

Moderna depende en gran medida de las organizaciones de fabricación por contrato para ampliar su proceso de fabricación de vacunas. Moderna ha contratado a Lonza Group para fabricar su vacuna en las instalaciones de Portsmouth (Nuevo Hampshire) y Visp, Suiza, y está comprando los excipientes lipídicos necesarios de CordenPharma. Para las tareas de llenado y envasado de viales, Moderna ha realizado contratos con Catalent en Estados Unidos y Laboratorios Rovi en España.

## Almacenamiento
La vacuna de moderna puede ser almacenada a la temperatura normal de un frigorífico médico estándar de 2—8 °C durante treinta días, o a una temperatura de -20 °C hasta cuatro meses. Los países con menos recursos a menudo poseen infraestructura de cadena de frío para el almacenamiento en frigoríficos, pero no para la ultracongelación; esto implica que el transporte y distribución de la vacuna de Moderna resulte más viable respecto a otras vacunas para la COVID-19 que requieren ser almacenadas en temperaturas más bajas.
|  |  |

## Controversias
En mayo de 2020, después de publicar los resultados parciales en la etapa preliminar previa a la Fase I, el CEO anunció en CNBC una emisión inmediata de derechos de 1,250 millones de dólares para recaudar fondos para la empresa, con una valoración de 30 mil millones de dólares.
El 7 de julio de 2020, se revelaron disputas entre Moderna y científicos del gobierno de Estados Unidos por la tardanza a la hora de compartir datos de los ensayos clínicos por parte de la compañía.
Moderna también enfrentó críticas por no reclutar personas de color en los ensayos clínicos.